# Interlagos (barrio de São Paulo)
Interlagos es un barrio de clase alta ubicado entre los distritos de Cidade Dutra y Socorro en la zona sur de la ciudad de São Paulo. Administrativamente pertenece a la  Subprefectura de Capela do Socorro. Recibió ese nombre por estar ubicado entre dos "lagos", las represas de Guarapiranga y Billings.

## Historia
En 1920, el ingeniero británico Louis Romero Sanson adquirió un terreno entre los embalses de Guarapiranga y Billings; planeó construir un resort de lujo en el lugar, un barrio costero diseñado para la élite paulista, con la ayuda del urbanista francés Alfred Agache, que observó una similitud entre la zona y la ciudad de Interlaken, en Suiza. 
Esta asociación dio lugar a la creación del barrio Balneário Satélite en la capital, cuyo principal objetivo era atraer a las personas de las clases sociales altas que vivían en São Paulo. Para ello, se creó una playa artificial con arena de Santos a orillas del embalse de Guarapiranga.
El proyecto inicial para el barrio incluía no sólo viviendas, sino también numerosas zonas de ocio y un pabellón deportivo, pero con la crisis del crack bursátil en Estados Unidos en los años 30, el proyecto de construcción se abandonó y no fue hasta la década siguiente cuando Louis Romero Sanson pudo retomar sus planes para la zona. 
En aquella época, un grave accidente en una carrera internacional de automóviles en las calles de la ciudad, que empezaban a popularizarse, planteó la necesidad de que São Paulo contase con un autódromo definitivo. En sociedad con el Automóvil Club de Brasil, Sanson priorizó la creación y construcción de un circuito en la Cidade Balneário, que dio origen al autódromo de Interlagos, en un trazado que se inspiró en las pistas de Indianápolis, en Estados Unidos, Brooklands, en Inglaterra, y Monthony, en Francia.

## Características

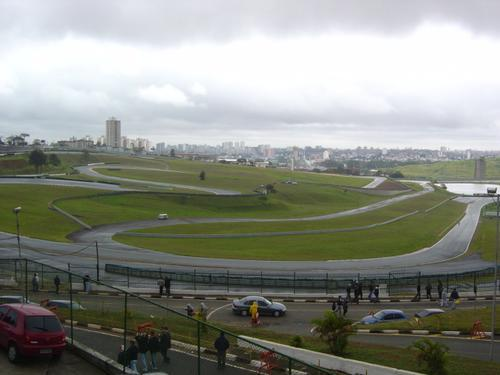
Autódromo de Interlagos, principal atracción turística e histórica del barrio además de ser, también, su emblema

Interlagos se sitúa en la orilla derecha del embalse de Guarapiranga, donde hay varios barrios residenciales de clase alta situados alrededor del Parque Jacques Cousteau, más conocido por los lugareños como "Parque do Laguinho", "Fedidinho" o simplemente "Laguinho".
Totalmente arborizado, su topografía es considerada una de las más peculiares de la capital paulista. Está situado en una zona protegida por fuentes de agua y, por lo tanto, tiene una ocupación escasa con gran permeabilidad del suelo. Por todas estas características, fue catalogado por el CONPRESP en el 2004. Además de la topografía y la vegetación, el trazado urbano también fue un motivo para la catalogación del barrio..
Corresponde a una Zona Ambiental Exclusivamente Residencial (ZERa) según el actual Plan Director de la ciudad de São Paulo (anteriormente denominada Z1), por lo que se trata de un barrio exclusivamente residencial con predominio de grandes parcelas, inserto en la zona de protección de manantiales. Ocupa un área de aproximadamente 2,25 km², con su perímetro determinado por las siguientes vías: Avenida Atlântica, Rua Leonardo Di Fásio, Avenida do Rio Bonito, Avenida Interlagos y Rua Nicolau Alayon.
Perteneciente al distrito de Cidade Dutra, está cerca del Autódromo de Interlagos y gran parte de la población local cree que el barrio de Interlagos se encuentra, bajo la influencia del Autódromo, en todos sus alrededores, lo que hace que toda la región sea conocida popularmente como Interlagos.
La llegada del autódromo al barrio ha enriquecido la zona y ha aumentado la demanda de inmuebles. El metro cuadrado medio cuesta actualmente alrededor de 5.600,00 reales. La región de Interlagos cuenta con dos estaciones de CPTM, la estación Autódromo, situada junto al autódromo y de ahí su nombre, y la estación Primavera-Interlagos, que obtuvo su nombre por estar cerca de los barrios Jardim Primavera e Interlagos.